# Eduard Jelan
Eduard Waganowicz Jelan (ros. Эдуард Ваганович Елян, orm. Էդուարդ Վահանի Յոլյան, ur. 20 sierpnia 1926 w Baku, zm. 6 kwietnia 2009 w Rostowie nad Donem) – radziecki pilot doświadczalny, pułkownik, Bohater Związku Radzieckiego (1971).

## Życiorys
Był Ormianinem. W latach 1938–1944 mieszkał w Norylsku, Moskwie i Swierdłowsku, w 1944 ukończył szkołę Wojskowych Sił Powietrznych w Swierdłowsku. Od czerwca 1944 służył w Armii Czerwonej, w 1944 ukończył wojskową szkołę lotniczą w Bugurusłanie, a w 1948 wojskową szkołę lotniczą w Borisoglebsku, do 1951 był pilotem-instruktorem. W 1953 ukończył szkołę pilotów doświadczalnych, a w 1960 wydział wieczorowy Żukowskiej Filii Moskiewskiego Instytutu Lotniczego. W latach 1953–1960 był pilotem doświadczalnym Lotniczego Instytutu Badawczego w mieście Żukowskij, przetestował wiele modeli myśliwców, testował także różne modele skafandrów lotniczych. Od 1958 do 1960 był pilotem doświadczalnym OKB (Specjalnego Biura Konstruktorskiego) im. P. Suchego, w latach 1960–1982 pilotem doświadczalnym OKB A. Tupolewa. Przetestował m.in. ponaddźwiękowy pasażerski Tu-144, brał także udział w testowaniu bombowca Tu-22 i samolotów pasażerskich Tu-124, Tu-134, Tu-154 i ich modyfikacji. W 1982 został zwolniony do rezerwy w stopniu pułkownika, potem do 1996 pracował w OKB A. Mikojana jako inżynier. Mieszkał w Żukowskim, później w Moskwie, a pod koniec życia w Rostowie nad Donem. W 1967 otrzymał tytuł Zasłużonego Pilota Doświadczalnego ZSRR.

## Odznaczenia
- Złota Gwiazda Bohatera Związku Radzieckiego (26 kwietnia 1971)
- Order Lenina (26 kwietnia 1971)
- Order Czerwonego Sztandaru (21 sierpnia 1964)
- Order Czerwonej Gwiazdy (12 lipca 1957)

I medale.